# 易卜拉欣·亚齐吉
易卜拉欣·亚齐吉（英語：Ibrahim al-Yaziji，阿拉伯语：‎，1847年？月？日—1906年？月？日），黎巴嫩基督教徒、哲学家、语言学家、诗人、记者，纳希夫·亚齐吉的儿子。